# تايرا فيريل
تايرا فيريل (بالإنجليزية: Tyra Ferrell)‏ هي ممثلة أمريكية، ولدت في 28 يناير 1962 بهيوستن في الولايات المتحدة.

## أعمال

### أفلام
- (1991) فتيان في الحي[5]
- (1993) بويتيك جاستيس

## وصلات خارجية
- تايرا فيريل على موقع IMDb (الإنجليزية)
- تايرا فيريل على موقع ألو سيني (الفرنسية)
- تايرا فيريل على موقع أول موفي (الإنجليزية)
- تايرا فيريل على موقع قاعدة بيانات برودواي على الإنترنت (الإنجليزية)
- تايرا فيريل على موقع قاعدة بيانات الأفلام السويدية (السويدية)
- تايرا فيريل على موقع قاعدة بيانات الفيلم (الإنجليزية)
- تايرا فيريل على موقع كينوبويسك (الروسية)